# Via degli Avelli
Via degli Avelli è una strada del centro storico di Firenze, situata tra piazza Santa Maria Novella e piazza della Stazione.
La strada prende il nome dalle arche sepolcrali ("avelli") che la fiancheggiano sul lato ovest, che appartengono al recinto dell'antico cimitero della vicinissima basilica di Santa Maria Novella. Anticamente la strada era molto più stretta, e il passaggio vicino alle tombe non doveva essere piacevole, come testimonia anche l'antico modo di dire "puzzare come un avello". Venne allargata con le opere di Risanamento nel 1867 assumendo il tracciato odierno, lastronato e pedonalizzato poi negli anni novanta del XX secolo.
Ognuna di queste arche è sopraelevata dal terreno e reca sulla cassa un triplo stemma: quelli ai lati sono della famiglia che possedeva la sepoltura (le coppie di stemmi spesso sono composte da due esemplari identici o tutt'al più ribaltati simmetricamente), mentre lo stemma al centro è la croce del Popolo fiorentino, scolpita in numerose varianti su ciascun sepolcro. Degli scudi familiari esiste anche una piccola replica nella chiave di volta dell'arco a sesto acuto. Tra le famiglie qui rappresentate si riconoscono i Medici, gli Alberti, i Corsini, gli Acciaiuoli, i Gondi, i Panciatichi, ecc.
I sottarchi erano anticamente decorati da affreschi e altre pitture, spesso di figure di santi, ma di queste decorazioni non è restata traccia. 
Gli avelli proseguono anche sulla piazza: in uno di questi Giovanni Boccaccio ambientò una novella del Decamerone (VIII 9) e nel terzo avello lungo la parete destra della chiesa, partendo dalla facciata, venne sepolto il celebre pittore Domenico Ghirlandaio, e sotto l'arco una volta era dipinto il suo ritratto al naturale.